# リングマガジン
『ザ・リング』(The Ring、別称『リングマガジン』、『リング誌』)は、アメリカ合衆国で1922年に創刊されたボクシングを扱う月刊専門誌。2022年11月で紙媒体による印刷版の発行が終了し、以降はデジタル版のみとなっている。
創刊当初はボクシングとプロレスの雑誌だったが、プロレスのスポーツとしての正当性が問題となりボクシング専門誌に移行していった。1924年からボクサーのランキングを独自の基準で定期的に選定している。1972年頃からザ・リング自ら「ボクシングの聖書」(The Bible of Boxing) と呼称し、今日その呼称が広まっている。

## 歴史
創刊当初は、当時の有力プロモーター、テックス・リカードの支援を受け、ニューヨーク市マンハッタンのマディソン・スクエア・ガーデン2階に事務所が置かれていた。1922年2月15日にユダヤ系のナット・フライシャー (Nat Fleischer) によって発行された創刊号は販売価格20セント、総ページ数24の小冊で、ジャック・デンプシーやベニー・レナードを扱い、写真は少なかった。スポーツライターのダン・ダニエルズが共同創始者として協力している。
フライシャーは「ミスター・ボクシング」と呼ばれて国際的に親善大使のような役割を果たしながら、自ら記者活動を行い、NBAから改称した後のWBAの依頼で審判員も務めた。リカードには自身の興行の宣伝に利用しようという思惑があり、フライシャーとの確執が深まるが、そのリカードが1929年に死去すると財政は逼迫した。1972年にフライシャーも死去すると娘婿のナット・ルーベが後継編集長となった。
1977年には創刊当初からの英語版に加えて、ベネズエラからスペイン語版、東京から日本語版、パリからフランス語版と3つの国際版が出版されるが、自らの利益を企図するプロモーターのドン・キングと提携した後には、特定の選手のランキングを不正に上昇させるために、ザ・リングの編集者がすでに死亡している選手や数年間試合をしていない選手をランキングさせていたことが、同年ABCテレビ関係者らの知るところとなり、ABCが放送を手がけた全米トーナメントは中止され、人事更迭に発展する事態を招いた。
このランキング改ざん事件の影響によりザ・リングの権威は著しく低下、発行部数も激減し、1979年にはデイブ・ディバッシャーの投資グループに買収され、3代目編集長にはバート・ランドルフ・シュガーが着任した。1984年に元記者で後にニューヨーク州コミッショナーとなるランディ・ゴードンが4代目編集長に着任するが、財政が逼迫し、廃刊寸前まで追い込まれた。1985年には英国生まれのアメリカ人、ナイジェル・コリンズに交代するが、財政逼迫は続き1989年から約1年間休刊となった。
1990年に、雑誌ボクシング・イラストレイテッドやKOマガジン、ワールドボクシング、プロレスリング・イラストレーテッドの創刊者で、イラストレーター兼カメラマンでもあったスタンリー・ウェストンに買収されたことで財政を持ち直す。スタンリーは財政の持ち直しだけでなく、ザ・リングを信頼のおけるボクシングニュースの情報源としての地位も確立させた。1990年にスティーブ・ファーフッドが6代目編集長に就任した。事務所は同年ロングアイランドに移り、1993年にカッパ・パブリッシング・グループに買収されるとさらにペンシルベニア州の郊外に移り、1997年には5代目を務めたコリンズが7代目編集長として再任した。
2007年9月にはオスカー・デ・ラ・ホーヤが代表を務めるゴールデンボーイ・エンタープライズの子会社でその出版部門を担うスポーツ&エンターテインメント・パブリケーションズに買収された（同時にボクシング誌「KOマガジン」、「ワールドボクシング」も買収されたが、両誌は買収後に廃刊された）。この発表に際してデ・ラ・ホーヤは、この雑誌は彼やゴールデンボーイ・カンパニーから編集の方向性や内容に関していかなる影響も受けることなく完全に独立して運営され、編集の信頼性は保たれる、と述べている。2008年にはザ・リング公式ウェブサイトとしてRingTV.comを開設した。
2010年3月号からスタートしたデジタル版は当初、雑誌購入者だけに提供されていたが、2011年2月号からはさらにリニューアルされたデジタル版を雑誌とは別に単独でオンライン購入できるようになった。2012年からは事務所をロサンゼルスに構え、マイケル・ローゼンタールが8代目編集長を務めた。
2015年11月、ロンダ・ラウジーが総合格闘家として初めて表紙に起用された。
2019年2月号で日本人選手で初めて井上尚弥が表紙に起用された。
2022年11月12月合併号を最後に紙媒体による印刷版の発行が終了することが発表され、以降はデジタル版のみの発行となった。

### 呼称
創刊当初は「世界一のボクシング・マガジン」（The World's Foremost Boxing Magazine）を謳い文句にし、その後は「世界の公式ボクシング・マガジン」（The World's Official Boxing Magazine）、1972年6月号以降は、自ら「ボクシングの聖書」(The Bible of Boxing) と呼称している。

### 姉妹誌
かつて、姉妹誌として、プロレス誌「ザ・リング・レスリング」を発刊していたことがあり、ナット・ルーベは両誌の編集長を兼任していた。

### 日本人関係者
日本からはジョー小泉が早くから記事を投稿。東洋地区通信員として活動をし、リング・ジャパンの代表を務めるとともにザ・リングが独自に定めるランキングの選考メンバーも務めていた。カメラマンの福田直樹はザ・リングおよびRingTV.comでカメラマンを務めた。スポーツライターの杉浦大介が2019年からランキング諮問委員会の一員を務めている。

## 王者の認定

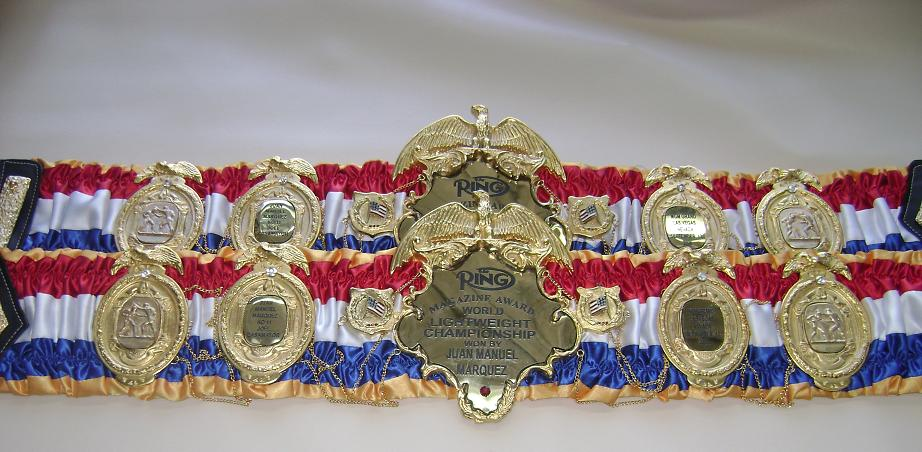
ザ・リングのチャンピオンベルトは、バックル部分に階級と名前が刻まれる。写真はファン・マヌエル・マルケスに贈られたライト級のベルト。

創刊当初の1922年から、独自に認定した王者にチャンピオンベルトの授与を行っている。初授与はヘビー級のジャック・デンプシーに、2度目はフライ級のパンチョ・ヴィラに贈られた。この制度は1990年代に一度廃止されたが、2002年より新たに選定基準を整備して各階級ごとにベルト授与を行うようになった。この方針は、既存の世界王座認定団体が、不相応な王者と不相応な挑戦者が対戦するミスマッチを世界王座戦に認定していることは、ボクシングというスポーツを弱体化させているという批判を反映させたもので、厳格な基準を設けることで、それを満たした選手がその階級で真の、そして唯一の世界王者であるという主張を偽りのないものとするために立ち上げられたものである。また、ザ・リングは、既存の世界王座認定団体とは違い、王座戦の認定によって認定料を徴収することを行っていない。
以降はザ・リングの編集委員会に各国ボクシング記者から成るランキング諮問委員会を加えたメンバーの選考により、毎月独自に各階級およびパウンド・フォー・パウンドで世界10位までの選手を格付けした順位を発表している。この格付けは3つの要素によって決定される。まず第1に結果。次に、勝利または敗北においてどのようなパフォーマンスを見せたかということ。さらに、対戦相手の質を考慮した上での最近の戦績である。
2012年上旬までの王座認定ルールは以下の通りであった。各階級のランキング1位選手と2位選手（特例として1位と3位）が対戦した場合、その勝者が王者として認定され、これらの対戦がない場合、王座は空位となる。王座が失われるのはタイトルマッチで負けた時、他の階級へ転向した時、選手が引退した時、の3つの場合だけである。
しかし多くの階級で王座が空位の状態が続いたため、上位ランカー同士の対戦を促し空位の王座を埋めようと、2012年5月に新しい選考ルールが発表された。新ルールでは1位選手と2位選手が対戦した場合、あるいはそのいずれかが3位から5位までの選手と対戦した場合、その勝者が王者と認定される。王座が失われるのは、王者が自らの階級で試合に負けた時、他の階級へ転向した時、どの重量であれ18か月試合を組まない時、別の重量で試合をしたとしても自らの階級では18か月試合を組まない時、どの階級でもよいが5位までの選手と2年間試合を組まない時、選手が引退した時、の6つの場合である（下線部は変更箇所）。しかし、これは選考レベルの引き下げであり、競技水準の低迷にザ・リングが加担することはないとの批判的な見方もある。
2007年にゴールデンボーイ・プロモーションズに買収されると、2011年に編集長ナイジェル・コリンズと複数の編集スタッフが解雇され、それに続く、ランキング諮問委員会メンバーに対する辞任圧力、新規に雇用された編集スタッフによる一連の問題のあるランキング格付け行為により、2012年に新たなランキング格付け団体「トランスナショナル・ボクシング・ランキング・ボード」が設立されている。

## 現王者

### 男子
| 階級                 | 王者                         | 獲得日         |
| -------------------- | ---------------------------- | -------------- |
| ミニマム級           | オスカー・コラーゾ (PUR)     | 2024年11月16日 |
| ライトフライ級       | 空位                         |                |
| フライ級             | 空位                         |                |
| スーパーフライ級     | ジェシー・ロドリゲス (USA)   | 2024年6月29日  |
| バンタム級           | 中谷潤人 (JPN)               | 2025年6月8日   |
| スーパーバンタム級   | 井上尚弥 (JPN)               | 2023年12月26日 |
| フェザー級           | 空位                         |                |
| スーパーフェザー級   | 空位                         |                |
| ライト級             | 空位                         |                |
| スーパーライト級     | テオフィモ・ロペス (USA)     | 2023年6月10日  |
| ウェルター級         | ジャロン・エニス (USA)       | 2025年4月12日  |
| スーパーウェルター級 | 空位                         |                |
| ミドル級             | 空位                         |                |
| スーパーミドル級     | サウル・アルバレス (MEX)     | 2020年12月19日 |
| ライトヘビー級       | ディミトリー・ビボル (RUS)   | 2025年2月22日  |
| クルーザー級         | ジェイ・オペタイア (AUS)     | 2022年7月2日   |
| ヘビー級             | オレクサンドル・ウシク (UKR) | 2022年8月20日  |

### 女子
| 階級                 | 王者                             | 獲得日         |
| -------------------- | -------------------------------- | -------------- |
| アトム級             | ティナ・ルプレヒト (GER)         | 2024年11月23日 |
| ミニマム級           | 空位                             | 2023年3月25日  |
| ライトフライ級       | 空位                             |                |
| フライ級             | ガブリエラ・フンドラ (USA)       | 2024年11月2日  |
| スーパーフライ級     | 晝田瑞希 (JPN)                   | 2025年5月17日  |
| バンタム級           | 空位                             |                |
| スーパーバンタム級   | エリー・スコットニー (GBR)       | 2024年4月13日  |
| フェザー級           | アマンダ・セラノ (PUR)           | 2022年9月24日  |
| スーパーフェザー級   | アリシア・バウムガードナー (USA) | 2022年10月15日 |
| ライト級             | 空位                             |                |
| スーパーライト級     | ケイティー・テイラー (IRE)       | 2023年11月23日 |
| ウェルター級         | ローレン・プライス (GBR)         | 2024年5月11日  |
| スーパーウェルター級 | 空位                             |                |
| ミドル級             | クラレッサ・シールズ (USA)       | 2019年4月13日  |
| スーパーミドル級     | サバンナ・マーシャル (GBR)       | 2023年7月1日   |

## 日本人王者
| 王者                              | 在位期間                       |
| --------------------------------- | ------------------------------ |
| 輪島功一 （ジュニアミドル級）     | 1975年1月21日 – 1975年6月7日   |
| 輪島功一 （ジュニアミドル級）     | 1976年2月17日 – 1976年5月18日  |
| 工藤政志 （ジュニアミドル級）     | 1978年8月9日 – 1979年10月24日  |
| 沼田義明 （ジュニアライト級）     | 1967年6月15日 – 1967年12月14日 |
| 小林弘 （ジュニアライト級）       | 1967年12月14日 – 1971年7月29日 |
| 柴田国明 （ジュニアライト級）     | 1973年3月13日 – 1973年10月17日 |
| 上原康恒 （ジュニアライト級）     | 1980年8月2日 – 1981年4月9日    |
| 柴田国明 （フェザー級）           | 1970年12月11日 – 1972年5月19日 |
| ファイティング原田 （バンタム級） | 1965年5月17日 – 1968年2月26日  |
| 山中慎介 （バンタム級）           | 2016年9月16日 – 2017年8月15日  |
| 山中慎介 （バンタム級）           | 2017年9月26日 – 2018年3月1日   |
| 井上尚弥 （バンタム級）           | 2019年5月18日 – 2023年1月13日  |
| 白井義男 （フライ級）             | 1952年5月19日 – 1954年11月26日 |
| ファイティング原田 （フライ級）   | 1962年10月10日 – 1963年1月12日 |
| 海老原博幸 （フライ級）           | 1963年9月18日 – 1964年1月23日  |
| 大熊正二 （フライ級）             | 1980年5月18日 – 1981年5月12日  |
| 小林光二 （フライ級）             | 1984年1月18日 – 1984年4月9日   |
| 五十嵐俊幸 （フライ級）           | 2012年7月16日 – 2013年4月8日   |
| 八重樫東 （フライ級）             | 2013年4月8日 – 2014年9月5日    |
| 田口良一 （ジュニアフライ級）     | 2017年12月31日 – 2018年5月20日 |
| 京口紘人 （ジュニアフライ級）     | 2018年12月31日 – 2022年11月1日 |
| 寺地拳四朗 （ジュニアフライ級）   | 2022年11月1日 –                |
| 井上尚弥（スーパーバンタム級）    | 2023年12月26日 –               |
| 中谷潤人 （バンタム級）           | 2025年6月8日 –                 |

## 表彰
リングマガジンは王者の認定以外にも以下のような部門の年間表彰や時代を遡った評価を行い、ファイター・オブ・ザ・イヤーを受賞した選手にはメダルが贈られる。

### 年間表彰
- リングマガジン ファイター・オブ・ザ・イヤー（年間最優秀選手賞）
- リングマガジン ファイト・オブ・ザ・イヤー（年間最高試合賞）
- リングマガジン ノックアウト・オブ・ザ・イヤー（年間最高KO試合賞）
- リングマガジン アップセット・オブ・ザ・イヤー（年間最高番狂わせ試合賞）
- リングマガジン イベント・オブ・ザ・イヤー（年間最高出来事賞）
- リングマガジン カムバック・オブ・ザ・イヤー（年間最優秀カムバック選手賞）
- リングマガジン イベント・オブ・ザ・イヤー（年間最優秀興行賞）
- リングマガジン ラウンド・オブ・ザ・イヤー（年間最高ラウンド賞）
- リングマガジン トレーナー・オブ・ザ・イヤー（年間最優秀トレーナー賞）
- リングマガジン プロスペクト・オブ・ザ・イヤー（年間最有望選手賞）
1988年度の選定後に廃止されたが、2011年度より復活した[16]。
- リングマガジン プログレス・オブ・ザ・イヤー（年間最優秀成長選手賞）
1988年に廃止。
- リングマガジン マネージャー・オブ・ザ・イヤー（年間最優秀マネージャー賞）
1983年度以外は選定されていない[16]。

### その他
- リングマガジン 歴代偉大なパンチャー100人 (100 greatest punchers of all time)
- リングマガジン 過去80年最優秀選手80人 (80 Best Fighters of the Last 80 Years)
- リングマガジン ボクシング殿堂 (Boxing Hall of Fame)